# Броокусплатс
Бро́окусплатс (эст. Brookusplats) — небольшая площадь в  историческом центре Таллина — Старом городе.
Расположена между улицами Вене и Олевимяги.

## История
В документах от 3 февраля 1872 года площадь упоминается на немецком языке как Brockusplatz. Ей дали название по фамилии Вольмара Брокгаузена (Wolmar Brockhusen, умер после 1548 г.), бывшего в своё время Ревельским ратманом. Официально своё название площадь получила 16 мая 1989 года.

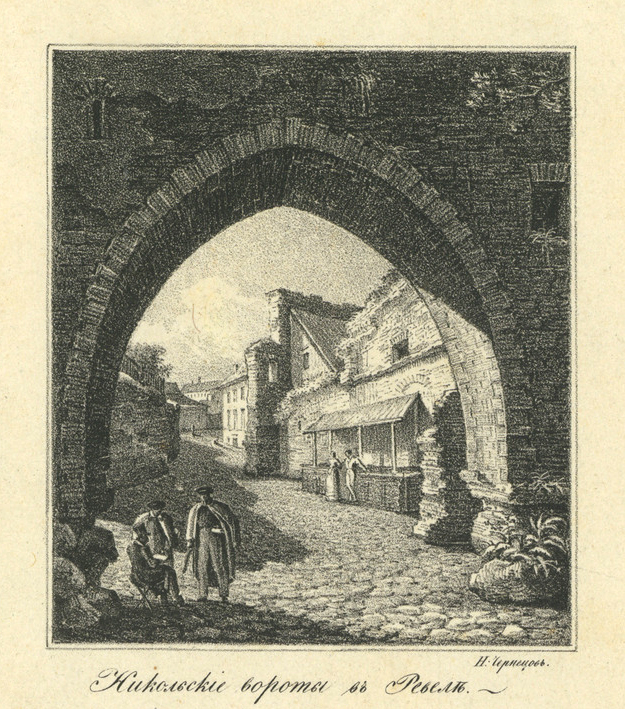
Никольские (Малые Морские) ворота в Ревеле (Никанор Чернецов, графика, 1829 г.)

В XIV веке линия моря проходила по современному бульвару Мере. В этой стороне Нижнего города была произведена достройка крепостной стены, и недалеко от Броокусплатс, на углу улиц Вене и Олевимяги, появилось оборонительное сооружение под названием Малые Морские ворота (в 1360 году упоминаются как Песочные ворота — эст. Liivavärav, во времена Российской империи также носили название Никольские ворота, т. к. через них шла дорога к Никольской церкви). Бо́льшая часть сооружения была снесена в 1779 году, последние куски стены — в 1887 году.

## Площадь в кино
На площади Броокусплатс был снят один из эпизодов советского фильма «Арабелла — дочь пирата» (1982 год).